# Múcura
Una múcura es un recipiente de barro arcilloso de la familia de los cántaros, similar a la botija, de tamaño mediano, con largo y estrecho cuello y pie esferóide como en las ollas. Vasija precolombina usada para recoger, beber y almacenar agua, chicha, cereales. Simbólicamente es una representación de lo femenino, más concretamente del vientre de la mujer. Es también pieza de ajuar en los ritos funerarios en diversos países de Iberoamérica.

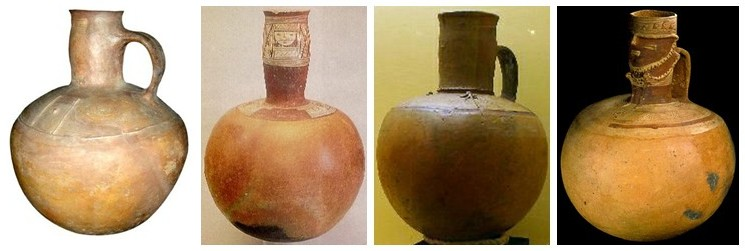
Cuatro múcuras. Vasijas precolombinas de las culturas Muisca y Chibcha de Colombia, usadas también en Venezuela y Cuba.

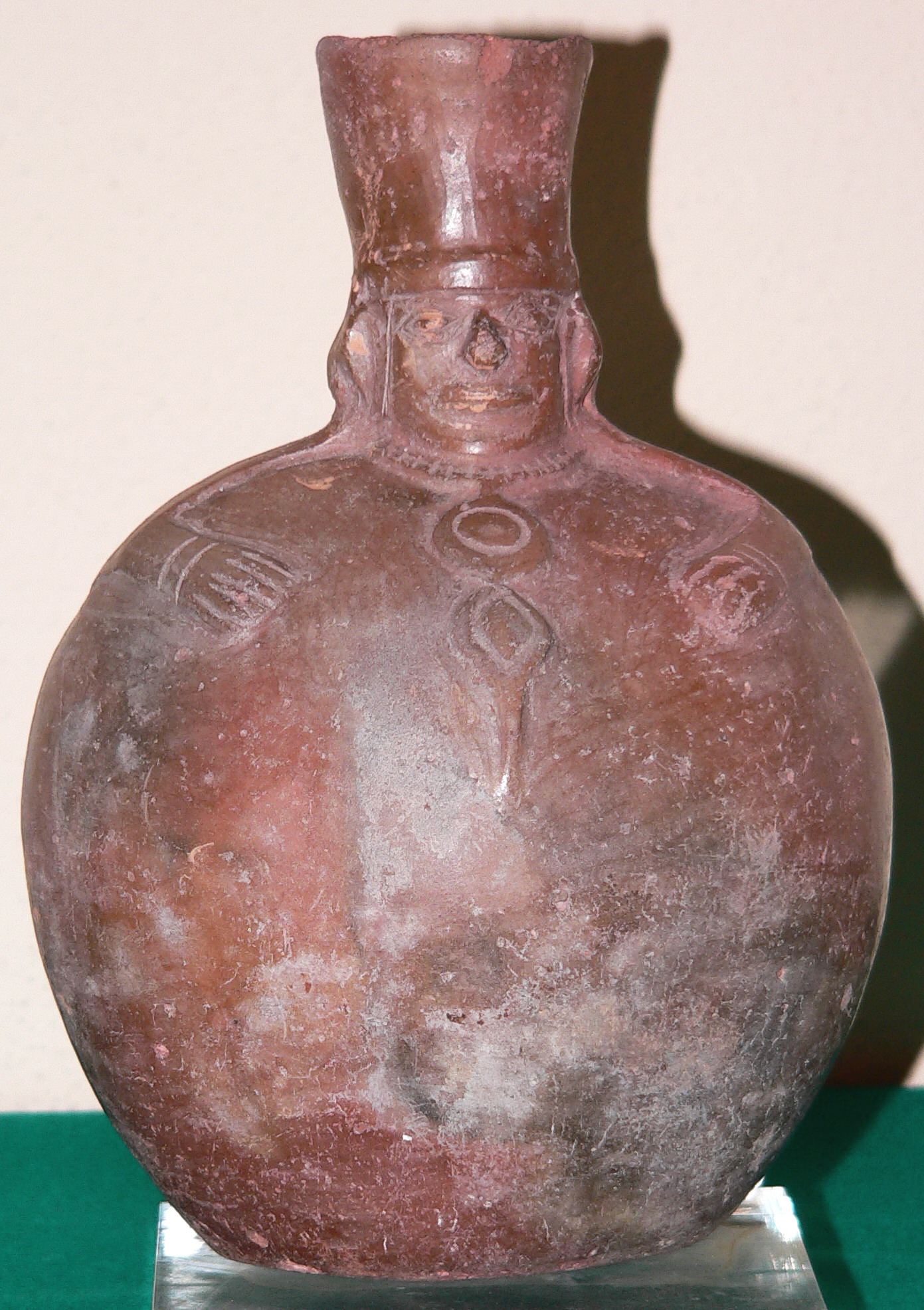
Vasija de la Cultura Huari (Perú).

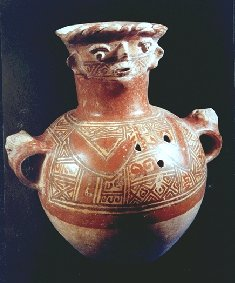
Urna funeraria de la Cultura Maya.

## Etimología
El Diccionario de la lengua española la estima voz de origen cumanagota, y la define como «ánfora de barro utilizada para la conservación del agua» en Colombia, Venezuela y Cuba. Y añade un segundo significado aplicado a las personas tontas o poco hábiles.
Pedro José Ramírez Sendoya la define como «ánfora de barro», y trae las consideraciones de la Encyclopaedie der Karaïben de Ahlbrinck (p. 36) que la cataloga como Caribe y la de Alonso Garzón de Tahuste (p. 42) que la considera Cumagoto.

## Usos
Desde antes de la colonización europea y hasta principios del siglo XX, se usó para la recogida y el almacenamiento de agua, y como botella de chicha en las celebraciones tanto religiosas como sociales.

## La múcura que se hizo canción
Según el relato del músico y folclorista Crescencio Salcedo, "La Múcura", porro colombiano, era originalmente un motivo popular que él adaptó para flauta hacia 1930, y del que más tarde se hicieron varias versiones. La pieza popular fue grabada en 1948 por "Los Trovadores de Barú", en la discográfica de Antonio Fuentes. En 1950, "La Múcura" llegaría al cine mexicano interpretada por Ninón Sevilla y en una versión de Dámaso Pérez Prado.
Ricardo Montaner - «La Múcura»
Muchachita si tú no puedes

Con esa múcura de agua,

Muchacha, llama a San Pedro

Pa que te ayude a cargarla.
Al contrario a lo descrito en otra estrofa de la canción, estos recipientes eran conservados sobre soportes de madera, pues su base esferoidal los hace inestables.